# Tergipes antarcticus
Tergipes antarcticus is een slakkensoort uit de familie van de knotsslakken (Tergipedidae). De wetenschappelijke naam van de soort werd in 1903 voor het eerst geldig gepubliceerd door Pelseneer.